# Алфред Николас Рамбо
Алфред Николас Рамбо (фр. Alfred Nicolas Rambaud; Безансон, 2. јул 1842 — Париз, 10. новембар 1905) је био француски државник и историчар. Био је члан Академије моралних и политичких наука (1897) и члан Српске краљевске академије.

## Биографија
Завршио Вишу нормалну школу (1864). Од 1881. професор на Сорбони, 1895-1903. сенатор, 1896-98. министар народне просвете. Неколико пута био је у дипломатским мисијама у Русији. Нарочиту пажњу посвећивао је политичкој историји (углавном Византије, Русије и Немачке) и историји међународних односа. Био је присталица зближења Француске и Русије. Своје главне радове посветио је историји Русије (написани с позиција умереног грађанског либерализма).